# 岡山県道352号大戸上中央線
岡山県道352号大戸上中央線（おかやまけんどう352ごう だいとかみちゅうおうせん）は、岡山県久米郡美咲町を通る一般県道である。

## 概要
久米郡美咲町大戸上と久米郡美咲町原田を結ぶ。

### 路線データ
- 起点：岡山県久米郡美咲町大戸上（岡山県道52号勝央仁堀中線交点）
- 終点：岡山県久米郡美咲町原田（亀甲交差点、国道53号交点）

## 地理

### 通過する自治体
- 岡山県
  - 久米郡美咲町

### 交差する道路
| 交差する道路             | 交差する場所 | 交差する場所      |
| ------------------------ | ------------ | ----------------- |
| 岡山県道52号勝央仁堀中線 | 大戸上       | 起点              |
| 国道53号                 | 原田         | 亀甲交差点 / 終点 |

### 交差する鉄道
- 津山線

### 沿線
- 美咲警察署 加美駐在所（終点付近）
- JR西日本津山線 亀甲駅（終点付近）